# Nautor's Swan
Nautor's Swan es la marca de las embarcaciones fabricadas por la empresa finlandesa de construcción de yates Oy Nautor AB, con sede en Jakobstad. Fue fundada en 1966 por Pekka Koskenkylä. El nombre de sus modelos, Swan, significa cisne, el animal nacional de Finlandia.
La empresa ha trabajado con cuatro arquitectos navales durante su historia: Sparkman & Stephens, Ron Holland, Germán Frers, y Juan Kouyoumdjian. 

## Barcos
- Modelos diseñados por Sparkman & Stephens:
  - Swan 36, 37, 38, 40, 41, 411, 43, 431, 44, 47, 48, 55, 57, 65, 78
- Modelos diseñados por Ron Holland:
  - Swan 39, 391, 42, 43, 441
- Modelos diseñados por Germán Frers:
  - Swan 36, 42, 45, 46, 48, 51, 53, 56, 60, 601, 62, 651, 66, 70, 75, 80, 82, 86, 90, 100, 105, 112, 115, 131
- Modelos diseñados por Juan Kouyoumdjian:
  - ClubSwan 36, ClubSwan 50, ClubSwan 80, ClubSwan 125